# 江馬時成
江馬 時成（えま ときなり）は、戦国時代の武将。遠江曳馬城主飯尾氏に仕えた。

## 生涯
永禄7年（1564年）今川氏真が三河吉田へ出陣した際、今川氏に従う飯尾連龍の配下として従軍する。この時、時成は連龍に松平家康と結ぶよう諫言し、自ら家康の使者となって岡崎城まで赴いた。連龍は今川軍の後方に火を放って曳馬城へと帰ったため、今川軍も撤退したという。永禄8年（1565年）今川家臣の飯尾長門守が曳馬城を攻撃した際には、松平氏からの援兵を得て防戦してこれを撃退したが、特に時成の家臣である小野田彦右衛門が飯尾長門守を討ち取っている。しかし同年、連龍は駿府で誘殺されてしまう。
連龍の遺命により、時成は従弟の江馬泰顕と共に松平氏こと徳川氏への恭順を貫く。永禄9年（1566年）には嫡子一成を人質に提出し、曳馬城守備を命じられ、曳馬の本領1220貫文を安堵された。永禄11年（1568年）今川軍が再び曳馬城を攻撃するが、徳川氏から本多信俊・渡辺守綱・中根利重ら援軍を得て抗戦の構えを取る。しかし今川軍は江馬泰顕に対して調略の手を入れた。時成は表面上はこれに同意しつつ、家康にこの事を報告するという態度を取る。同年に家康の遠江侵攻を知った泰顕は新藤周防守と共謀して徳川軍に抗おうとするが時成はこれに反対し、却って家康を曳馬城に入城させようとした。泰顕は先だっての独断内通を恨んでいた事もあり、時成を殺してしまった。しかし泰顕もまた小野田彦右衛門によって殺害された。彦右衛門は城を出て徳川軍中に駆け込み、事の次第を家康に告げた。家督は徳川氏の人質となっていた一成が継承した。